# Shallow Be Thy Game
"Shallow Be Thy Game" é uma canção da banda Red Hot Chili Peppers e quarto single de seu álbum de 1995, One Hot Minute. O single foi lançado apenas na Australia. Foi também o único single do álbum não ter um vídeo da música feita para ele.

## Canções
CD single (1996)
1. "Shallow Be Thy Game" (álbum)
2. "Walkabout" (álbum)
3. "Suck My Kiss" (ao vivo em Rotterdam)